# Uji-jinja
Le Uji-jinja (宇治神社) est un sanctuaire shinto situé dans la ville de Uji dans la préfecture de Kyoto au Japon. Il est adjacent au Ujigami-jinja.
Selon les résultats d'analyses dendrochronologique, le sanctuaire a été construit vers 1060 et est considéré comme le plus ancien sanctuaire Shinto. Il est supposé que la fondation du sanctuaire s'est faite sur le modèle du temple bouddhiste Byōdō-in de 1052.

## Galerie

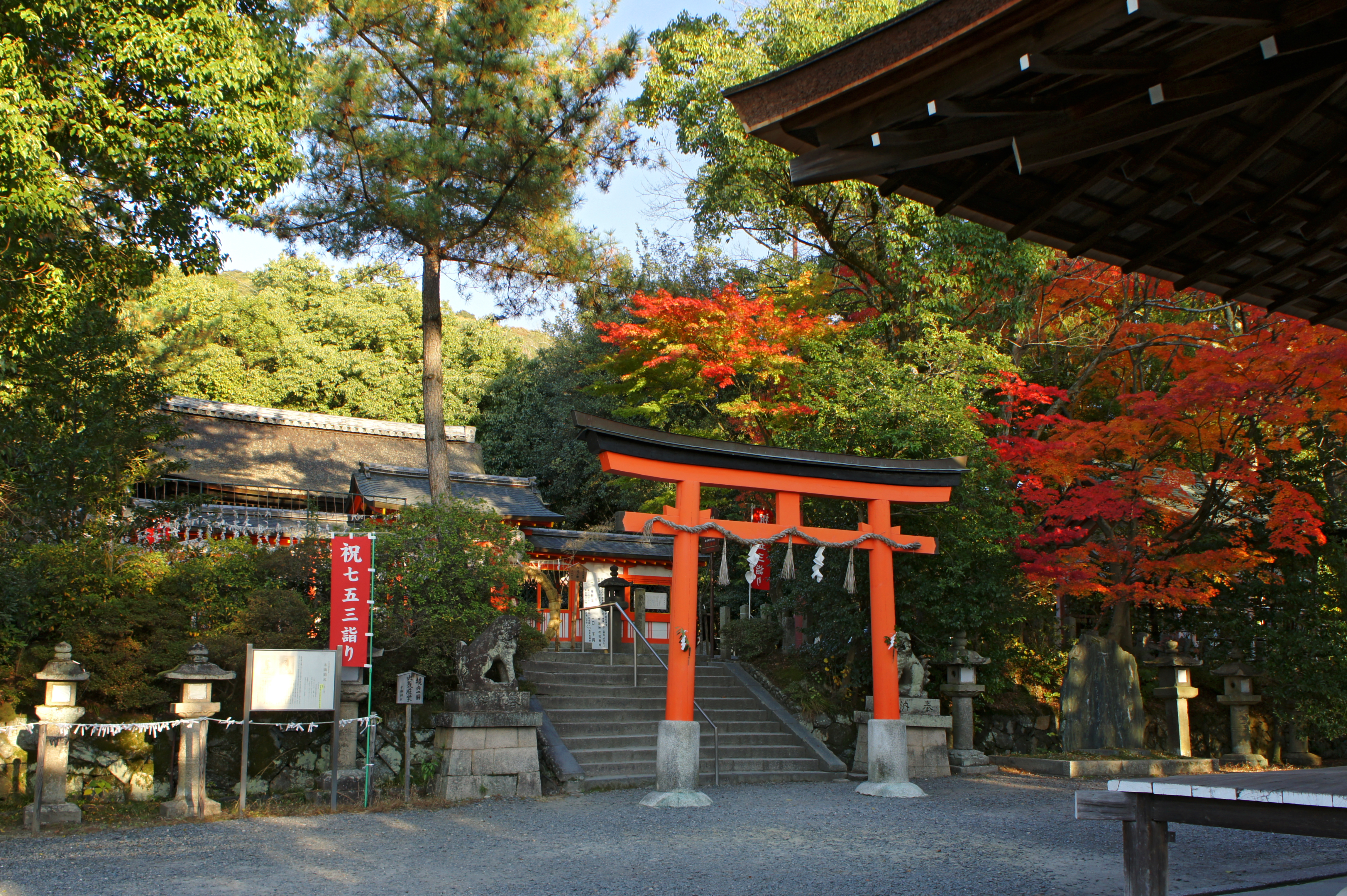
Torii du sanctuaire
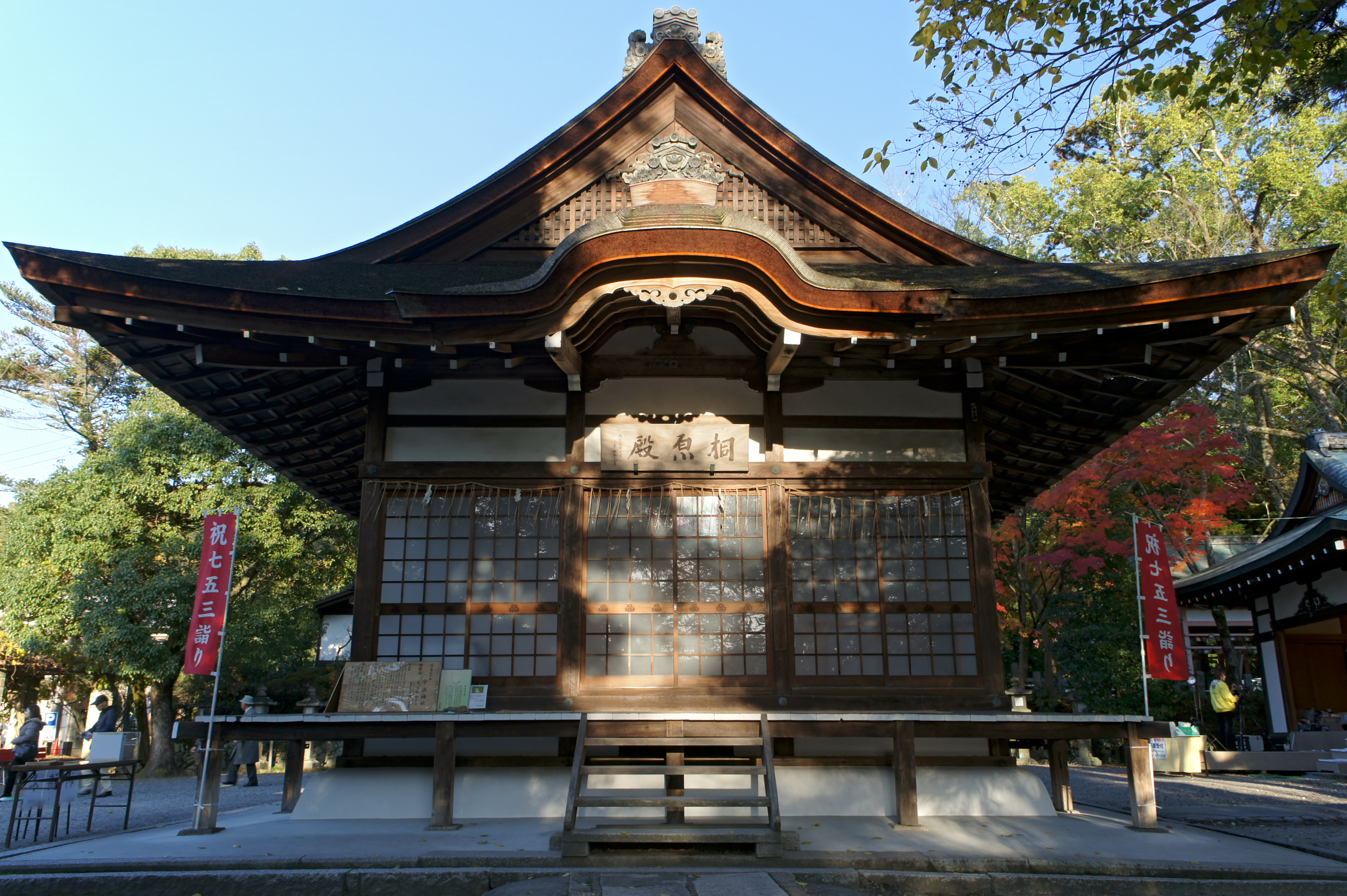
Haiden, salle pour les cérémonies religieuses ou les pratiques oratoires
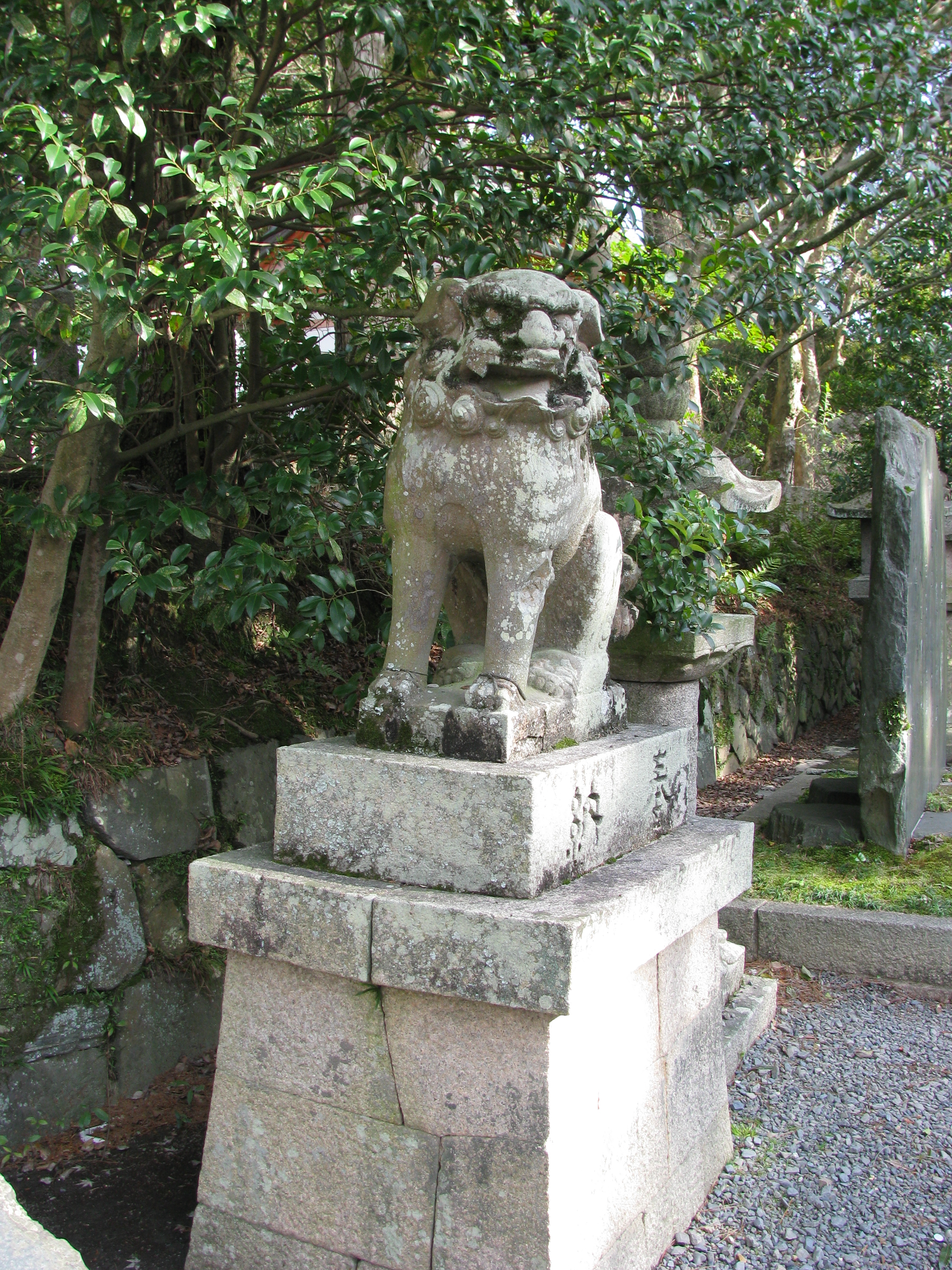
Lion gardien de temple
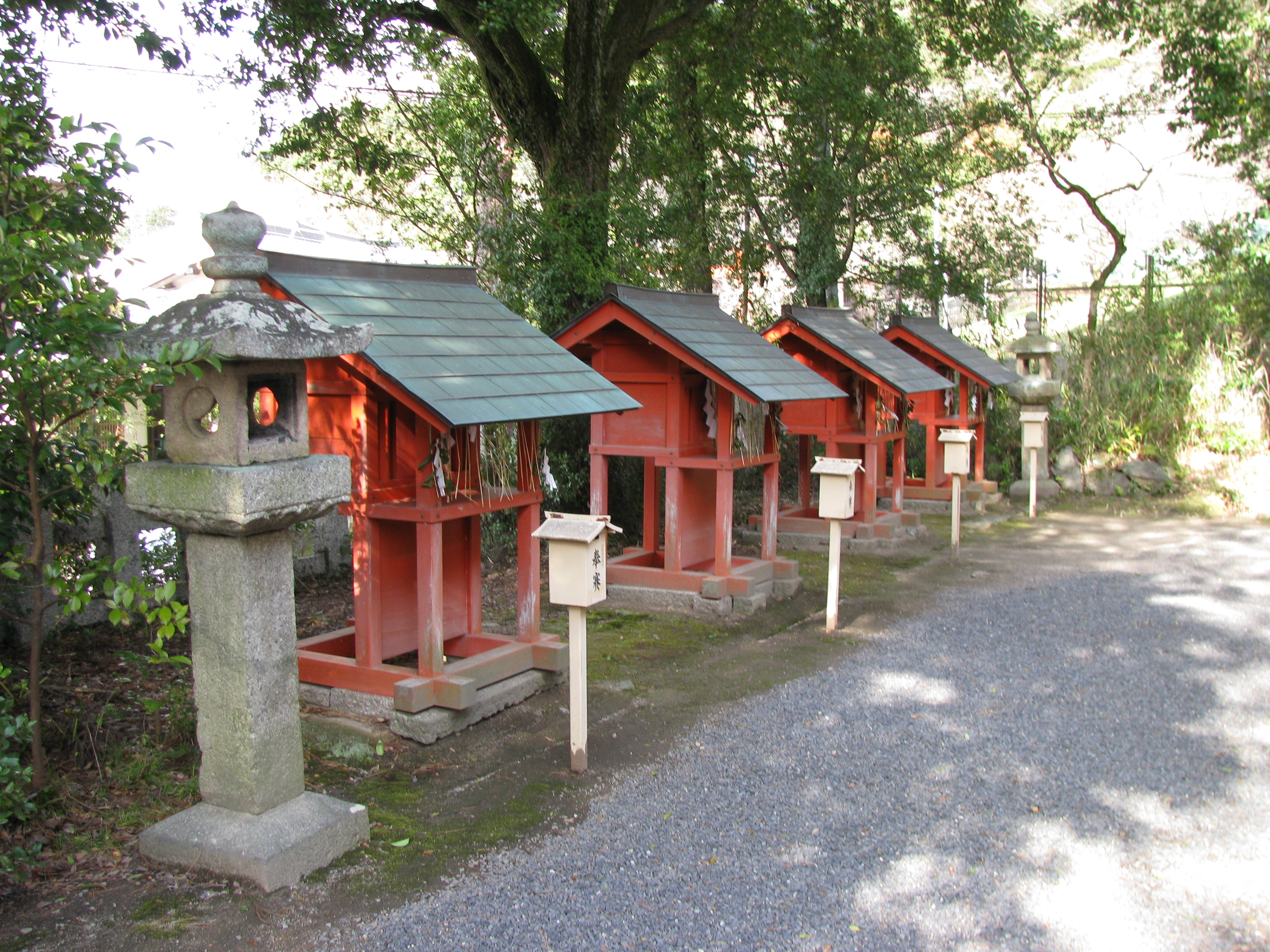
Setsumatsusha, petits sanctuaires accessoires